# Clifford Odets
Clifford Odets (Filadelfia, Pensilvania, 18 de julio de 1906-Hollywood, California, 14 de agosto de 1963) fue un dramaturgo estadounidense.

## Biografía
Actuó con algunas compañías de repertorios desde 1923 hasta 1928, y se unió al Group Theatre en 1931. Su primera puesta en escena fue el drama de protesta social Waiting for Lefty en 1935, que fue seguida por Awake and Sing! en 1935 y Golden Boy en 1937.
A finales de los años 30, se trasladó a Hollywood, donde escribió guiones cinematográficos y dirigió las películas None but the Lonely Heart en 1944 y The Story on Page One en 1959. Entre sus obras posteriores, se encuentran The Big Knife (1949), The Country Girl (1950) y The Flowering Peach (1954).

## Obra escrita
- (1935) Waiting for Lefty
- (1935) Awake and Sing!
- (1935) Till the Day I Die
- (1935) Paradise Lost
- (1936) The General Died at Dawn (guion cinematográfico)
- (1937) Golden Boy
- (1938) Rocket to the Moon
- (1940) Night Music
- (1941) Clash by Night
- (1942) The Russian People (adaptación)
- (1946) Humoresque (guion cinematográfico)
- (1946) Notorious (diálogo)
- (1946) Deadline at Dawn (guion cinematográfico)
- (1949) The Big Knife
- (1950) The Country Girl
- (1954) The Flowering Peach
- (1957) Sweet Smell of Success (guion cinematográfico)
- (1961) Wild in the Country (guion cinematográfico)